# در نجف

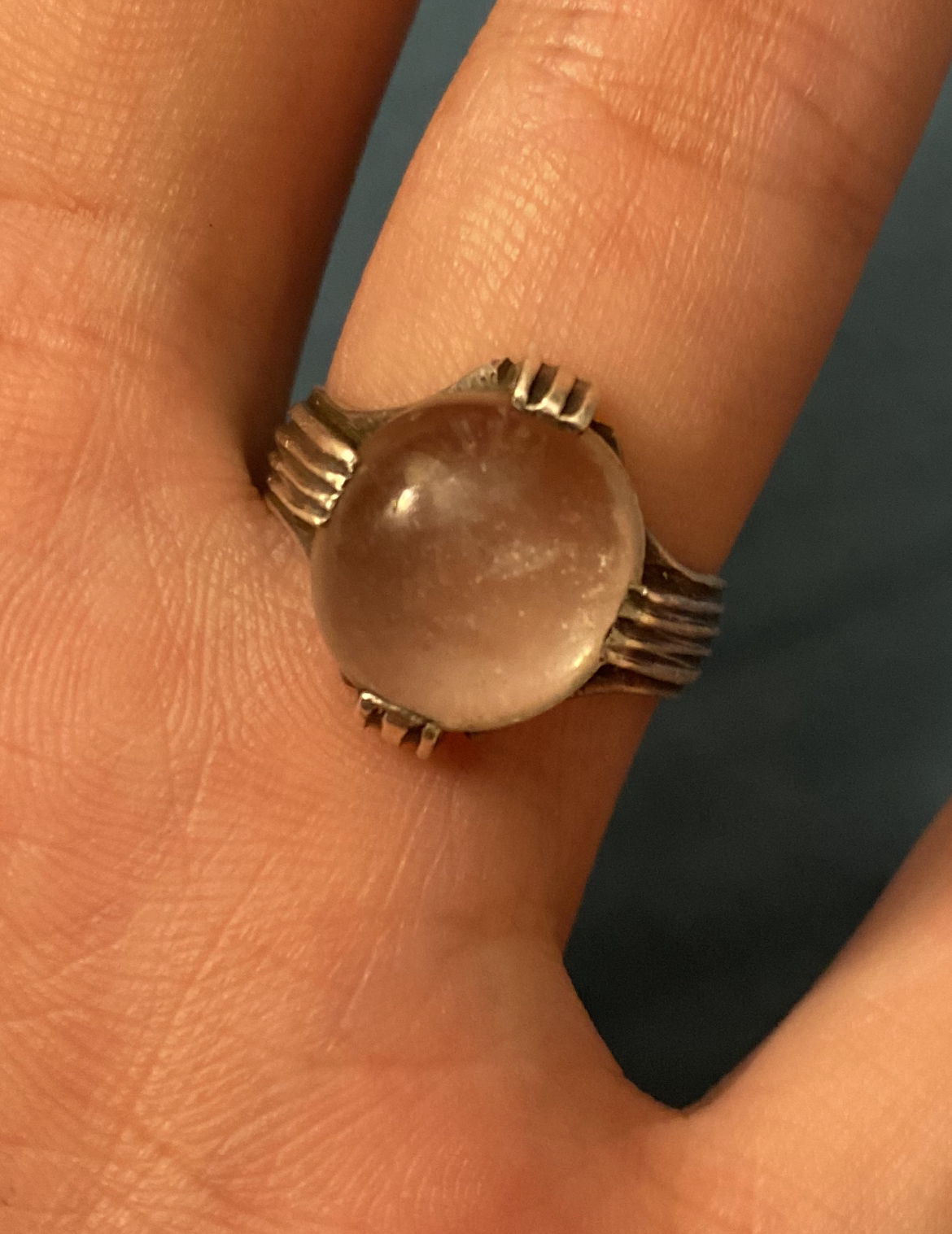
انگشتر درّ نجف

دُرِّ نَجَف نوعی سنگ زینتی از خانوادهٔ کوارتز است که به عنوان نگین در انگشترها استفاده می‌شود و از شهر نجف، واقع در عراق، استخراج می‌شود. بعضی از انواع این سنگ به نام «در حسینی» هم شناخته می‌شوند که دارای رگه‌هایی قرمزرنگ می‌باشند. این سنگ مانند شیشهٔ صاف و بی‌رنگ است و همچنین شکننده هم می‌باشد. انگشتر در نجف را بیشتر به خاطر خواص معنوی‌اش استفاده می‌کنند. دُر نجف یکی از سنگ‌هایی می‌باشد که به عنوان انگشتر در دین اسلام بسیار توصیه شده‌است.

## منبع
- مجله‌ی اینترنتی بانوان
- سایت تبیان